# Захаров, Пётр Илларионович
Пётр Илларионович Захаров (1847, Догдогинский наслег Кангаласского улуса Якутской области — 1903, Якутск) — якутский купец II гильдии, меценат.

## Биография
Пётр Илларионович Захаров родился 1847 году в Догдогинском наслеге Кангаласского улуса Якутской области в семье наслежного головы, имевшего 10 детей. В Якутске проживал с 1859 года, в 1879 году стал купцом II гильдии. Он был одним из первых купцов-якутов, наладивших оптовые закупки, владел акциями гостиного двора, приобрёл двухэтажный каменный магазин и несколько домов, торговал пушниной и скотом, открыл своё дело в г. Олёкминске.
Пётр Илларионович широко занимался благотворительностью: в 1883 году он передал большой дом с флигелем и усадьбой в Якутске для открытия в нём женской прогимназии, стал главным её попечителем и оставался им на протяжении 19 лет, выделял средства на приобретение учебников. Первые образованные якутские женщины обучались именно в этой прогимназии, преобразованной впоследствии в гимназию. Почти ежегодно он жертвовал крупные суммы денег для церквей города, для бедного населения, заключённых в тюрьмах (к примеру, в 1896 году выделил на эти цели 3854 рубля).
Был действительным членом Епархиальной Православной миссии, гласным Якутской городской думы, членом Якутского тюремного комитета, старостой Якутского кафедрального и Троицкого соборов, Преображенской церкви, старостой и членом якутского купеческого общества, членом Императорского Географического общества России, а также членом географических обществ Франции, Германии и Испании.
За свои заслуги Захаров был награждён орденом Св. Станислава III степени, четырьмя золотыми (на Андреевской, Владимирской, Станиславской и Анненковской лентах) и тремя серебряными медалями, значками и дипломами Географических обществ России, Франции, Германии и Испании, а также получил личные благодарственные письма от императора Николая II, генерал-губернатора Восточной Сибири графа А. П. Игнатьева.
В 1895 году вместе с А. Ф. Лепчиковым, М. П. Ларионовым (Бэс уола), В. В. Никифоровым (Кyлумнуур), В. Н. Ксенофонтовым (отец якутского учёного-этнографа Гавриила Васильевича Ксенофонтова) Пётр Захаров был избран членом делегации, отправляющейся на коронацию Николая II . 9 мая 1896 года в Тронном зале Кремлёвского дворца он вручил императору приветственное послание от жителей города Якутска
Зимой 1902 года пожар полностью уничтожил его дом. Сгорело все имущество, деньги и ценные бумаги. Спустя два месяца Пётр Илларионович Захаров скончался.

## Семья
Илларион Захаров — отец Петра Илларионовича оставил после себя 10 сыновей и одну дочь. Братья обладали предприимчивостью, из них Тихон (1844—1885) и Фёдор были наслежными старостами, Константин (1840—1919) был купцом II гильдии.
Второй супругой Петра Илларионовича Захарова была Анна Степановна, которая родила пятерых детей. После смерти Петра Илларионовича Захарова остались его дети: 22-летняя дочь Анастасия (от первого брака), от второго брака — Анна 8 лет, Пётр 6 лет, Ксения 7 лет, Василий 1,5 лет и грудная Анна. Семья жила бедно, деньги получали только от аренды магазина. Грудную дочь мать была вынуждена отдать на воспитание в другую семью. Дочери впоследствии вышли замуж, у всех были большие семьи, сыновья приобрели профессии.
Младшая дочь Анна Петровна Поротова (Захарова) (1901—1952) родила дочерей Наталью и Тамару. Наталья Иннокентьевна окончила Якутскую фельдшерско-акушерскую школу и вышла замуж за писателя Л. Л. Габышева. У четы Габышевых родилось пятеро дочерей. Тамара Иннокентьевна вышла замуж за В. С. Акимова, у них родилось четыре дочери.